# Lansing United
Lansing United, foi uma agremiação esportiva da cidade de East Lansing, Michigan. Atualmente disputa a National Premier Soccer League. O clube fez sua estreia em maio de 2014.

## História
Fundado em 2013, o Lansing teve sua primeira partida oficial em Maio de 2014, em um empate com o Indiana Fire. O clube teve sua estreia na NPSL na temporada 2014, quando chegou as semifinais da competição, sendo eliminado pelo New York Red Bulls U-23. Em 2015 e 2016 a equipe não conseguiu chegar aos playoffs.